# 188576 Kosenda
188576 Kosenda este o planetă minoră (asteroid) din centura de asteroizi. A fost descoperită pe 5 martie 2005 la Kitami Observatory⁠(d) de Kin Endate. 
Obiectul prezintă o orbită caracterizată de o semiaxă mare de 1,9570731266765 UAi, o excentricitate de 0,04, o înclinație de 21,6 ° în raport cu ecliptica.